# Western & Southern Open 2019
Western & Southern Open 2019  - чоловічий і жіночий тенісний турнір, що проходив на відкритих кортах з твердим покриттям Lindner Family Tennis Center у Мейсоні, північному передмісті Цинциннаті (США). Належав до категорії Masters 1000 у рамках Туру ATP 2019 і категорії Premier 5 у рамках Туру WTA 2019.. Це був 118-й за ліком Мастерс Цинциннаті серед чоловіків і 91-й - серед жінок. Тривав з 12 до 18 серпня 2019 року.

## Очки і призові

### Нарахування очок
| Дисципліна                 | П    | Ф   | ПФ  | ЧФ  | 1/8 | 1/16 | 1/32 | Q   | Q2  | Q1  |
| Чоловіки, одиночний розряд | 1000 | 600 | 360 | 180 | 90  | 45   | 10   | 25  | 16  | 0   |
| Чоловіки, парний розряд    | 1000 | 600 | 360 | 180 | 90  | 0    | Н/Д  | Н/Д | Н/Д | Н/Д |
| Жінки, одиночний розряд    | 900  | 585 | 350 | 190 | 105 | 60   | 1    | 30  | 20  | 1   |
| Жінки, парний розряд       | 900  | 585 | 350 | 190 | 105 | 5    | Н/Д  | Н/Д | Н/Д | Н/Д |

### Призові гроші
| Дисципліна                 | П          | F        | ПФ       | ЧФ       | 1/8     | 1/16    | 1/32    | Q2     | Q1     |
| Чоловіки, одиночний розряд | $1,114,225 | $564,005 | $289,290 | $149,100 | $74,695 | $39,120 | $22,045 | $8,435 | $4,220 |
| Жінки, одиночний розряд    | $544,500   | $269,576 | $122,850 | $62,660  | $30,330 | $15,600 | $8,300  | $5,100 | $3,090 |
| Чоловіки, парний розряд    | $331,300   | $161,680 | $81,040  | $41,280  | $21,780 | $11,660 | Н/Д     | Н/Д    | Н/Д    |
| Жінки, парний розряд       | $143,600   | $72,534  | $35,910  | $18,075  | $9,170  | $4,530  | Н/Д     | Н/Д    | Н/Д    |

## Учасники основної сітки в рамках чоловічого турніру

### Сіяні учасники
Нижче подано список сіяних гравців. Посів ґрунтується на рейтингу ATP станом на 5 серпня 2019. Рейтинг і очки перед наведено на 12 серпня 2019.
| Сіяний | Рейтинг | Гравець               | Очки перед | Очки, що захищає | Очки здобуті | Очки після | Підсумок                                         |
| ------ | ------- | --------------------- | ---------- | ---------------- | ------------ | ---------- | ------------------------------------------------ |
| 1      | 1       | Новак Джокович        | 12,325     | 1,000            | 360          | 11,685     | півфінал, його переміг Данило Медведєв [9]       |
| 2      | 2       | Рафаель Надаль        | 7,945      | 0                | 0            | 7,945      | знявся через утому                               |
| 3      | 3       | Роджер Федерер        | 7,460      | 600              | 90           | 6,950      | 3 коло, його переміг Андрій Рубльов [Q]          |
| 4      | 4       | Домінік Тім           | 4,925      | 0                | 0            | 4,925      | знялись через хворобу                            |
| 5      | 7       | Стефанос Ціціпас      | 3,455      | 10               | 10           | 3,455      | 2-ге коло, його переміг Ян-Леннард Штруфф        |
| 6      | 5       | Кей Нісікорі          | 4,040      | 45               | 10           | 4,005      | 2-ге коло, його переміг Йосіхіто Нісіока [Q]     |
| 7      | 6       | Александр Зверєв      | 4,005      | 10               | 10           | 4,005      | 2-ге коло, його переміг Miomir Kecmanović [Q]    |
| 8      | 9       | Карен Хачанов         | 2,890      | 90               | 90           | 2,890      | 3 коло, його переміг Люка Пуй                    |
| 9      | 8       | Данило Медведєв       | 3,230      | 35               | 1,000        | 4,195      | Чемпіон, — Давід Ґоффен [16]                     |
| 10     | 10      | Фабіо Фоніні          | 2,555      | (45)†            | 0            | 2,510      | знявся через травму гомілки                      |
| 11     | 11      | Роберто Баутіста Аґут | 2,395      | 0                | 180          | 2,575      | чвертьфінал, його переміг Рішар Гаске [PR]       |
| 12     | 13      | Борна Чорич           | 2,195      | 45               | 10           | 2,160      | 1 коло, його переміг Рейллі Опелка [WC]          |
| 13     | 16      | Джон Ізнер            | 2,040      | 10               | 45           | 2,075      | 2-ге коло, його переміг Пабло Карреньо Буста [Q] |
| 14     | 18      | Марин Чилич           | 1,940      | 360              | 10           | 1,590      | 1 коло, його переміг Раду Албот                  |
| 15     | 17      | Ніколоз Басілашвілі   | 2,020      | (45)‡            | 10           | 1,985      | 1 коло, його переміг Андрій Рубльов [Q]          |
| 16     | 19      | Давід Ґоффен          | 1,815      | 360              | 600          | 2,055      | Фіналіст,, його переміг Данило Медведєв [9]      |

† Гравець використав виняток, щоб пропустити цей турнір 2018 року. Тож його очки за потрапляння до 18-ти найкращих відраховано.
‡ 2018 року гравець не кваліфікувався на турнір. Тож його очки за потрапляння до 18-ти найкращих відраховано.

#### Відмовились від участі
Гравці, які були б посіяні, якби не знялись з турніру.
| Рейтинг | Гравець                | Очки перед | Очки, що захищає | Очки після | Причина       |
| ------- | ---------------------- | ---------- | ---------------- | ---------- | ------------- |
| 12      | Хуан Мартін дель Потро | 2,230      | 180              | 2,050      | Травма коліна |
| 14      | Кевін Андерсон         | 2,140      | 90               | 2,050      | Травма коліна |

### Інші учасники
Учасники, що потрапили до основної сітки завдяки вайлд-кард:
- Juan Ignacio Londero
- Енді Маррей
- Рейллі Опелка
- Сем Кверрі

Учасник, що потрапив в основну сітку завдяки захищеному рентингові:
- Рішар Гаске

Гравці, що потрапили до основної сітки через стадію кваліфікації:
- Пабло Карреньо Буста
- Іво Карлович
- Miomir Kecmanović
- Деніс Кудла
- Йосіхіто Нісіока
- Андрій Рубльов
- Каспер Рууд

Такі тенісисти потрапили в основну сітку як Щасливі лузери:
- Федеріко Дельбоніс
- Михайло Кукушкін
- Жуан Соуза

### Відмовились від участі
До початку турніру
- Кевін Андерсон → його замінив  Lorenzo Sonego
- Хуан Мартін дель Потро → його замінив  Джордан Томпсон
- Фабіо Фоніні → його замінив  Жуан Соуза
- Рафаель Надаль → його замінив  Михайло Кукушкін
- Мілош Раоніч → його замінив  Григор Димитров
- Домінік Тім → його замінив  Федеріко Дельбоніс

Під час турніру
- Йосіхіто Нісіока (хвороба)

### Знялись
- Фернандо Вердаско

## Учасники основної сітки в парному розряді

### Сіяні пари
| Країна     | Гравець               | Країна        | Гравець      | Рейтинг1 | Сіяний |
| ---------- | --------------------- | ------------- | ------------ | -------- | ------ |
| Колумбія   | Хуан Себастьян Кабаль | Колумбія      | Роберт Фара  | 2        | 1      |
| Польща     | Лукаш Кубот           | Бразилія      | Марсело Мело | 9        | 2      |
| ПАР        | Равен Класен          | Нова Зеландія | Майкл Венус  | 15       | 3      |
| Нідерланди | Жан-Жульєн Роєр       | Румунія       | Горія Текеу  | 23       | 4      |
| Франція    | П'єр-Юг Ербер         | Франція       | Ніколя Маю   | 27       | 5      |
| Хорватія   | Мате Павич            | Бразилія      | Бруно Соарес | 28       | 6      |
| Фінляндія  | Генрі Контінен        | Австралія     | Джон Пірс    | 29       | 7      |
| США        | Майк Браян            | США           | Боб Браян    | 34       | 8      |

- Рейтинг подано станом на 5 серпня 2019

### Інші учасники
Нижче наведено пари, які отримали вайлдкард на участь в основній сітці:
- Новак Джокович /  Янко Типсаревич
- Раян Гаррісон /  Джек Сок
- Ніколас Монро /  Тенніс Сандгрен

Нижче наведено пари, які отримали місце в основній сітці як заміни:
- Роган Бопанна /  Денис Шаповалов
- Адріан Маннаріно /  Люка Пуй

### Відмовились від участі
До початку турніру
- Фабіо Фоніні
- Домінік Тім

## Учасниці основної сітки в рамках жіночого турніру

### Сіяні пари
| Країна          | Гравчиня            | Рейтинг1 | Сіяна |
| --------------- | ------------------- | -------- | ----- |
| Австралія       | Ешлі Барті          | 1        | 1     |
| Японія          | Наомі Осака         | 2        | 2     |
| Чехія           | Кароліна Плішкова   | 3        | 3     |
| Румунія         | Сімона Халеп        | 4        | 4     |
| Нідерланди      | Кікі Бертенс        | 5        | 5     |
| Чехія           | Петра Квітова       | 6        | 6     |
| Україна         | Еліна Світоліна     | 7        | 7     |
| США             | Слоун Стівенс       | 8        | 8     |
| Білорусь        | Арина Соболенко     | 9        | 9     |
| США             | Серена Вільямс      | 10       | 10    |
| Латвія          | Анастасія Севастова | 11       | 11    |
| Швейцарія       | Белінда Бенчич      | 12       | 12    |
| Німеччина       | Анджелік Кербер     | 13       | 13    |
| Велика Британія | Джоанна Конта       | 14       | 14    |
| КНР             | Ван Цян             | 16       | 15    |
| США             | Медісон Кіз         | 17       | 16    |

- 1 Рейтинг подано станом на 5 серпня 2019

### Інші учасниці
Учасниці, що потрапили до основної сітки завдяки вайлд-кард:
- Світлана Кузнецова
- Кейті Макнеллі
- Бернарда Пера
- Алісон Ріск
- Марія Шарапова

Гравчині, що потрапили до основної сітки через стадію кваліфікації:
- Дженніфер Брейді
- Лорен Девіс
- Заріна Діяс
- Унс Джабір
- Вероніка Кудерметова
- Ребекка Петерсон
- Астра Шарма
- Іга Швйонтек

Такі тенісистки потрапили в основну сітку як Щасливі лузери:
- Джессіка Пегула
- Моніка Пуїг
- Барбора Стрицова
- Ван Яфань

### Знялись з турніру
Before the tournament
- Б'янка Андрееску → її замінила  Моніка Пуїг
- Аманда Анісімова → її замінила  Барбора Стрицова
- Кетрін Белліс → її замінила  Вінус Вільямс
- Деніелл Коллінз → її замінила  Вікторія Кужмова
- Леся Цуренко → її замінила  Ван Яфань
- Маркета Вондроушова → її замінила  Катерина Александрова
- Серена Вільямс → її замінила  Джессіка Пегула

### Завершили кар'єру
- Белінда Бенчич (left foot injury)
- Наомі Осака (травма лівого коліна)

## Учасниці основної сітки в парному розряді

### Сіяні пари
| Країна            | Гравчиня             | Країна            | Гравчиня          | Рейтинг1 | Сіяна |
| ----------------- | -------------------- | ----------------- | ----------------- | -------- | ----- |
| Китайський Тайбей | Сє Шувей             | Чехія             | Барбора Стрицова  | 6        | 1     |
| Бельгія           | Елісе Мертенс        | Білорусь          | Арина Соболенко   | 19       | 2     |
| Чехія             | Барбора Крейчикова   | Чехія             | Катерина Сінякова | 20       | 3     |
| Канада            | Габріела Дабровскі   | КНР               | Сюй Їфань         | 20       | 4     |
| Німеччина         | Анна-Лена Гренефельд | Нідерланди        | Демі Схюрс        | 28       | 5     |
| Китайський Тайбей | Чжань Хаоцін         | Китайський Тайбей | Латіша Чжань      | 30       | 6     |
| США               | Ніколь Мелічар       | Чехія             | Квета Пешке       | 37       | 7     |
| Чехія             | Луціє Градецька      | Словенія          | Андрея Клепач     | 49       | 8     |

- Рейтинг подано станом на 5 серпня 2019

### Інші учасниці
Нижче наведено пари, які отримали вайлдкард на участь в основній сітці:
- Jennifer Brady /  Джессіка Пегула
- Кейті Макнеллі /  Алісон Ріск
- Кароліна Плішкова /  Крістина Плішкова

### Відмовились від участі
Під час турніру
- Сє Шувей (травма поперекового відділу хребта)
- Донна Векич (травма поперекового відділу хребта)

## Переможці та фіналісти

### Чоловіки. Одиночний розряд
- Данило Медведєв —  Давід Ґоффен, 7–6(7–3), 6–4

### Одиночний розряд. Жінки
- Медісон Кіз —  Світлана Кузнецова, 7–5, 7–6(7–5)

### Парний розряд. Чоловіки
- Іван Додіг /  Філіп Полашек —  Хуан Себастьян Кабаль /  Роберт Фара, 4–6, 6–4, [10–6]

### Парний розряд. Жінки
- Луціє Градецька /  Андрея Клепач —  Анна-Лена Гренефельд /  Демі Схюрс, 6–4, 6–1